# نقطه تمرکز
در یک حوضه آبریزی، به جائی که رواناب‌های سطحی هدایت می‌شوند نقطه تمرکز آن حوضه می‌گویند. نقطه تمرکز در یک حوضه آبریزی اساس بسیاری از محاسبات و برداشت‌ها نسبت به آن حوضه آبریزی است. مثلاً اگر حوضه آبریزی دارای نقطه تمرکزی خارج از خود‌ حوضه باشد، حوضه باز نامیده می‌شود و اگر نقطه تمرکز در داخل حوضه باشد، حوضه بسته نامیده می‌شود.